# Baritenor
Baritenor (también traducido como bari-tenor o baritenore) es un acrónimo (combinación) de las palabras «barítono» y «tenor». Se utiliza para describir voces de barítono y de tenor. En el Third New International Dictionary, del An American Dictionary of the English Language, se define como «una voz de barítono con prácticamente un registro de tenor». Sin embargo, el término se definió en varios diccionarios de música de finales del siglo XIX y principios del siglo XX, como The American History y Encyclopedia of Music, como «una voz de tenor bajo, casi barítono».

## En ópera

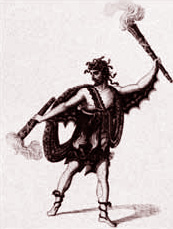
Baritenor Andrea Nozzari como Poliflegante en Il sogno di Partenope de Simon Mayr

Baritenor (o su forma italiana, baritenore) todavía se usa hoy para describir un tipo de voz de tenor que adquirió especial importancia en las óperas de Rossini. Se caracteriza por una octava inferior oscura y pesada y una superior resonante pero con suficiente agilidad para cantar coloratura. Rossini usó este tipo de voz para retratar personajes principales nobles (generalmente mayores), a menudo en contraste con las voces más agudas y ligeras del tenore di grazia, que retrataba a los amantes jóvenes e impetuosos. Un ejemplo de este contraste se puede encontrar en su Otello, donde el papel de Otello fue escrito para un baritenor (Andrea Nozzari), mientras que el papel de Rodrigo, su joven rival por los afectos de Desdemona, fue escrito para un tenore di grazia (Giovanni David). Nozzari y David coprotagonizaron nuevamente en Ricciardo e Zoraide, con un contraste similar en los personajes: Nozzari interpretó el papel de Agorante, rey de Nubia, mientras que David interpretó al caballero cristiano Ricciardo. Otros baritenores notables de este período junto a Nozzari fueron Gaetano Crivelli, Nicola Tacchinardi, Manuel García Sr. y Domenico Donzelli.
El musicólogo italiano Rodolfo Celletti propuso que para la ópera el baritenor rossiniano no era -en absoluto- nuevo. Según Celletti, las voces de tenor utilizadas para los papeles principales en las primeras óperas barrocas como Euridice, de Jacopo Peri, e Il ritorno d'Ulisse in patria, de Claudio Monteverdi, eran esencialmente de baritenor con un rango común tanto para el barítono y para voces de tenor de hoy. Casi la misma posición también fue adoptada en 2000 por Fabrizio Dorsi en su historia de la ópera italiana. En su libro de 2009, Tenor: History of a voice, John Potter se refiere a este tipo de voz como «tenor-bajo», y afirma que varios cantantes virtuosos del siglo XVII: Giulio Caccini, Giuseppino Cenci, Giovanni Domenico Puliaschi y Francesco Rasi, que fueron descritos como «tenores» por sus contemporáneos, también podían cantar en el registro bajo. Rasi creó el título tole en la primera ópera de Monteverdi, L'Orfeo (1607), que en los tiempos modernos ha sido cantada por tenores como Anthony Rolfe Johnson y por barítonos líricos, como Simon Keenlyside. Basado en sus descripciones en Discorso sopra la musica, de Vincenzo Giustiniani (1628), Potter ha sugerido que cantantes como Caccini, Cenci, Puliaschi y Rasi emplearon un «sonido similar al de un discurso abierto» que facilitó la agilidad y la claridad de expresión por lo cual sus voces eran famosas.

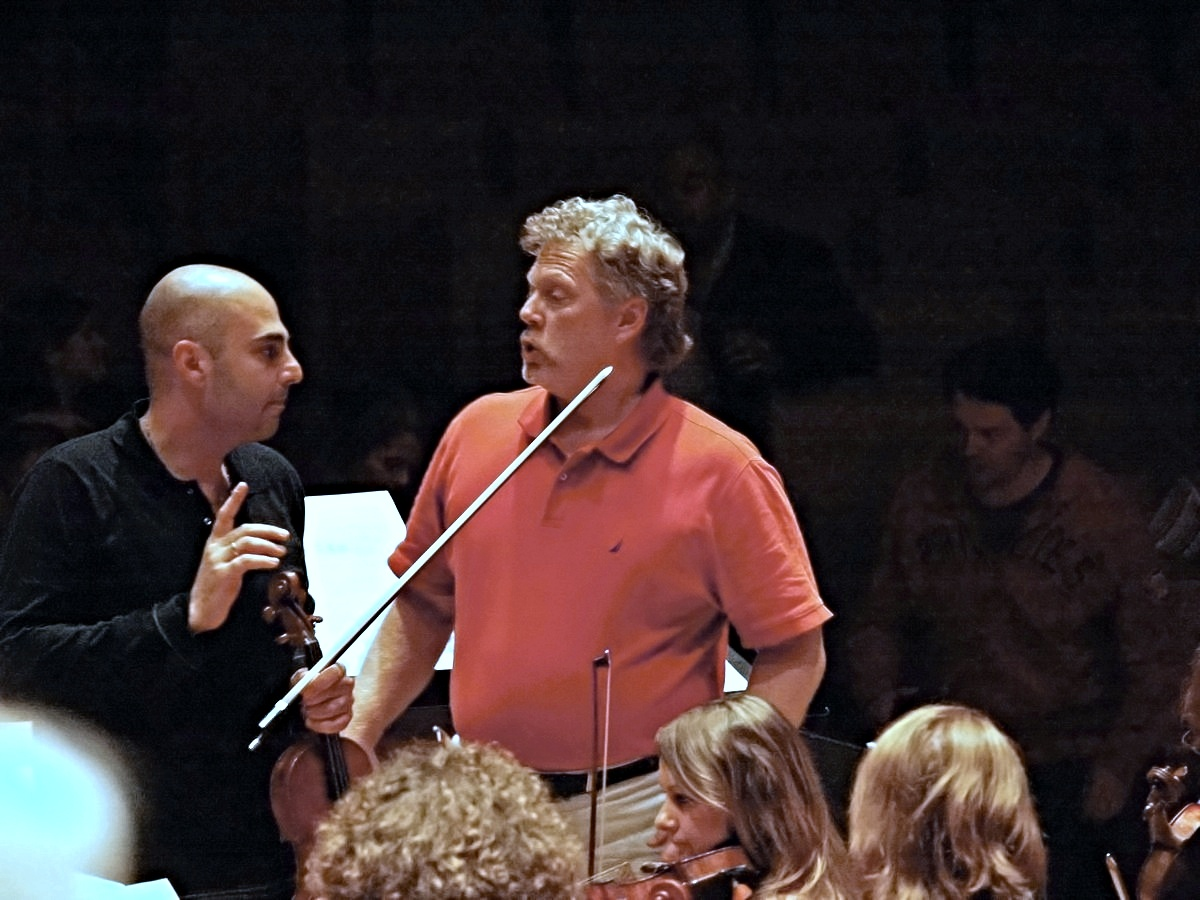
Gregory Kunde,.

Con el surgimiento del cantante castrato en la ópera italiana, la voz de baritenor pasó a ser percibida como «ordinaria» o incluso «vulgar» y fue relegada a interpretar papeles de personajes de villanos, grotescos, ancianos e incluso mujeres. Aunque hubo excepciones, como Dario en L'incoronazione di Dario, de Vivaldi (creado por el tenor Annibale Pio Fabri), los papeles masculinos principales (especialmente el del amante romántico) en las óperas italianas del barroco medio y tardío fueron escritos en gran parte para las voces agudas y exóticas de los castrati. En la ópera francesa del mismo período, la voz de baritenor, denominada taille (o haute-taille) antes que el término ténor entrara en uso general, se usaba poco para partes importantes en solo, aunque posiblemente con más frecuencia que en la ópera italiana. Debido a la aversión generalizada por la voz de castrato en Francia, se asignaron roles de joven amante a las altas voces masculinas de haute-contre. Hoy, los barítonos realizan con mayor frecuencia los roles de taille.

## En pedagogía vocal
Los pedagogos vocales como Richard Miller usan el término para referirse a una categoría de voz común en cantantes varones jóvenes cuya tesitura (rango vocal más cómodo) se encuentra entre la de un barítono y la de un tenor y cuya zona de pasaje se ubica entre C4 y F4. Dichos cantantes pueden evolucionar, ya sea de forma natural o mediante el entrenamiento, a altos barítonos, adecuados para papeles operísticos como Peleas en Pelléas et Mélisande. Alternativamente, pueden evolucionar a spieltenors, adecuados para papeles de personajes como Pedrillo en El rapto en el Serrallo o en heldentenores («tenor heroico») que cantan papeles principales como Siegmund en Die Walküre, o Florestan en Fidelio. En ambos tipos de roles de tenor, rara vez se requieren las notas más altas de este rango. La voz generalmente tiene un peso barítono en las notas más bajas. Varios tenores famosos que han cantado el repertorio dramático de tenor y de tenor heroico comenzaron originalmente sus carreras como barítonos; entre ellos, Jean de Reszke, Giovanni Zenatello, Renato Zanelli, Lauritz Melchior, Erik Schmedes y Plácido Domingo. Hacia el final de su carrera, Domingo regresó al repertorio de barítono cuando cantó el papel principal en Simón Boccanegra. Walter Slezak (hijo del tenor operístico Leo Slezak), que se describe a sí mismo como «un bari-tenor bastardo», fue principalmente actor de teatro y cine, pero también cantó papeles de tenor en musicales y operetas, y apareció en la Metropolitan Opera, en 1959, como Zsupán en El barón gitano.